# Atom (série télévisée d'animation)
Pour les articles homonymes, voir Atom.
Atom (The Atom) est une série télévisée d'animation américaine en trois épisodes de 6 minutes produite par Filmation et diffusée du 30 septembre au 14 octobre 1967 sur le réseau CBS. Elle a été diffusée dans le cadre de l'émission The Superman/Aquaman Hour of Adventure d'une durée de 60 minutes comptant neuf séries au total.
Cette série est inédite dans tous les pays francophones.

## Synopsis
Ray Palmer est un scientifique brillant mais aussi dans le privé le super héros Atom, capable de changer sa taille afin de devenir microscopique.

## Distribution

### Voix originales
- Pat Harrington Jr. : Ray Palmer / Atom

## Épisodes
1. Invasion of the Beetle-Men
2. The Plant Master
3. The House of Doom